# Röntgendubbelster

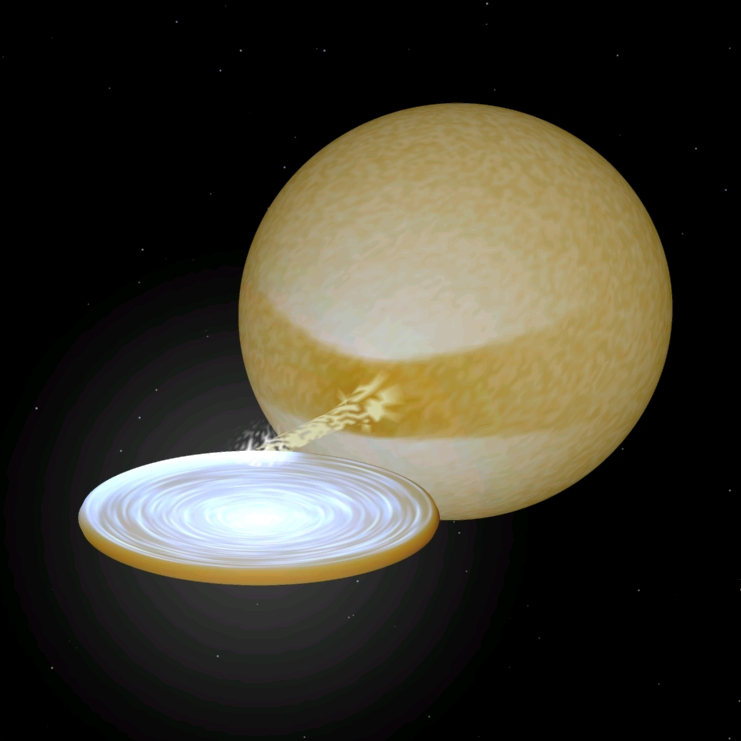
Artist impression van een lage-massa röntgendubbelster (low-mass X-ray binary, LMXB): een geëvolueerde gele lage-massa subreus draagt materie over aan een neutronenster. Doordat de accretor een compact object is ontstaat een accretieschijf, die de bron is van de röntgenstraling.

Een röntgendubbelster is een interagerende dubbelster waarin een van de twee sterren een compact object is. Dit compacte object kan een neutronenster of een zwart gat zijn. De andere ster wordt de begeleidende ster genoemd. De twee sterren in het dubbelstersysteem zijn door middel van hun zwaartekracht met elkaar verbonden en draaien om hun gemeenschappelijk massamiddelpunt. De begeleidende ster kan materie overdragen naar het compacte object waarbij röntgenstraling vrijkomt. Sommige röntgendubbelsterren, zoals SS 433 en LS I +61 303, zijn zichtbaar als microquasar.

## Zware röntgendubbelster
Een zware röntgendubbelster bestaat uit een compact object en een begeleidende ster die meer dan tien keer de massa van de zon heeft. De massaoverdracht bij zo’n röntgendubbelster vindt hoofdzakelijk plaats door middel van windaccretie. De begeleidende ster verliest dan massa in de vorm van een sterrenwind die door de zwaartekracht van het compacte object wordt aangetrokken. De röntgenstraling komt vrij wanneer een gedeelte van de sterrenwind op het oppervlak van het compacte object valt. Een voorbeeld van een zware röntgendubbelster is Cygnus X-1.

## Lichte röntgendubbelster
Een lichte röntgendubbelster (LMXB; low mass x-ray binary) bestaat uit een compact object en een begeleidende ster met een massa die minder is dan die van de zon. De massaoverdracht bij zo’n röntgendubbelster vindt hoofdzakelijk plaats door het vullen van de Rochelob van de begeleidende ster. Als de begeleidende ster groter wordt dan zijn Rochelob, zal materie worden overgedragen naar het compacte object. Het gas (vooral waterstof) van de begeleidende ster valt niet direct op het compacte object omdat het draaiing (impulsmoment) bezit. In plaats daarvan draait de materie in een spiraal om het compacte object en vormt uiteindelijk een accretieschijf. De meeste röntgenstraling komt van het binnenste gedeelte van de accretieschijf rondom het compacte object, deze materie wordt verhit tot enorme temperaturen (meer dan een miljoen graden). De eerste waargenomen röntgendubbelster is Sco X-1. Dit is een lichte röntgendubbelster en de helderste die tot nu toe bekend is.

## X-ray burster
Een X-ray burster is een voorbeeld van een lichte röntgendubbelster waarbij het compacte object een neutronenster is. Een X-ray burster dankt zijn naam aan een uitbarsting van röntgenstraling in een röntgendubbelster. Als een ster in een dubbelstersysteem zijn Rochelob vult, wordt er materie overgedragen die naar de neutronenster stroomt. 

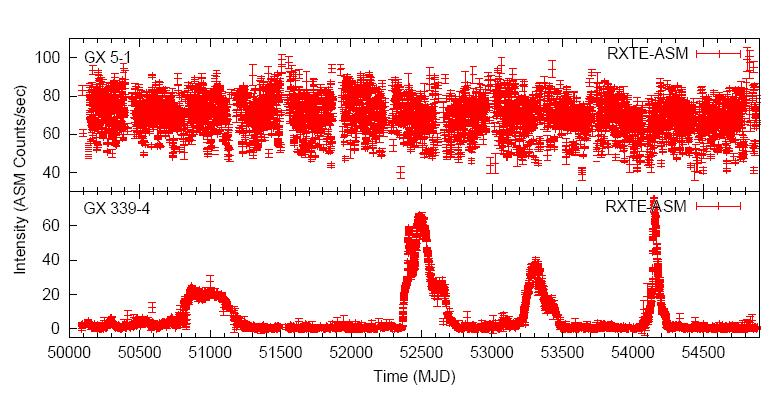
Deze figuur laat de intensiteit zien van twee röntgendubbelsterren. GX 5-1 is een persistente röntgendubbelster en GX 339-4 is een transient röntgendubbelster.

In het geval van een X-ray burster valt deze materie direct op het oppervlak van de neutronenster. De buitenste schil van de neutronenster bestaat uit waterstof dat helium kan vormen. Het fuseren van dit helium is explosief en hierbij komt een grote hoeveelheid energie vrij die ervoor zorgt dat wij de lichtkracht van een ster zien toenemen.

## Röntgenstraling observeren
Röntgendubbelsterren vertonen een ander gedrag als wordt gekeken naar de hoeveelheid röntgenstraling die door de dubbelster wordt uitgezonden. De zogenaamde persistente röntgendubbelsterren laten een min of meer constante röntgenhelderheid zien. Daarnaast zijn er de transient röntgendubbelsterren, waarbij er af en toe een piek in de röntgenhelderheid te zien is. Deze röntgendubbelsterren vertonen enorme uitbarstingen die een paar maanden zichtbaar blijven en daarna weer verdwijnen.